# Ойцево
Ойцево (пол. Ojcewo) — село в Польщі, у гміні Трошин Остроленцького повіту Мазовецького воєводства.
Населення — 68 осіб (2011).
У 1975-1998 роках село належало до Остроленцького воєводства.

## Демографія
Демографічна структура станом на 31 березня 2011 року:
|          | Загалом | Допрацездатний вік | Працездатний вік | Постпрацездатний вік |
| -------- | ------- | ------------------ | ---------------- | -------------------- |
| Чоловіки | 32      | 8                  | 19               | 5                    |
| Жінки    | 36      | 10                 | 14               | 12                   |
| Разом    | 68      | 18                 | 33               | 17                   |